# 사라짐의 순서: 지옥행 제설차
사라짐의 순서: 지옥행 제설차(Kraftidioten, In Order of Disappearance)는 노르웨이에서 제작된 한스 페터 몰란트 감독의 2014년 액션, 코미디, 범죄, 스릴러 영화이다. 스텔란 스카스가드 등이 주연으로 출연하였다.

## 출연

### 주연
- 스텔란 스카스가드
- 크리스토퍼 히뷰
- 브루노 강쯔

### 조연
- 비르기트 요르트 소렌슨
- 팔 스베르 하겐
- 제이콥 오프테브로
- 존 오이가르덴
- 토비아스 산틀만
- 세르게이 트리푸노빅
- 피터 앤더슨
- 안데르스 바스모 크리스티안센
- 고란 나보예크
- 아틀레 안톤센
- 데이비드 사쿠라이